# Zmutt
Zmutt is een gehucht ten westen van Zermatt, in het Zwitserse kanton Wallis, op een hoogte van 1936 meter aan de voet van de Matterhorn. Het dorp is in de zomer een geliefde wandelattractie vanuit het dorp Zermatt.

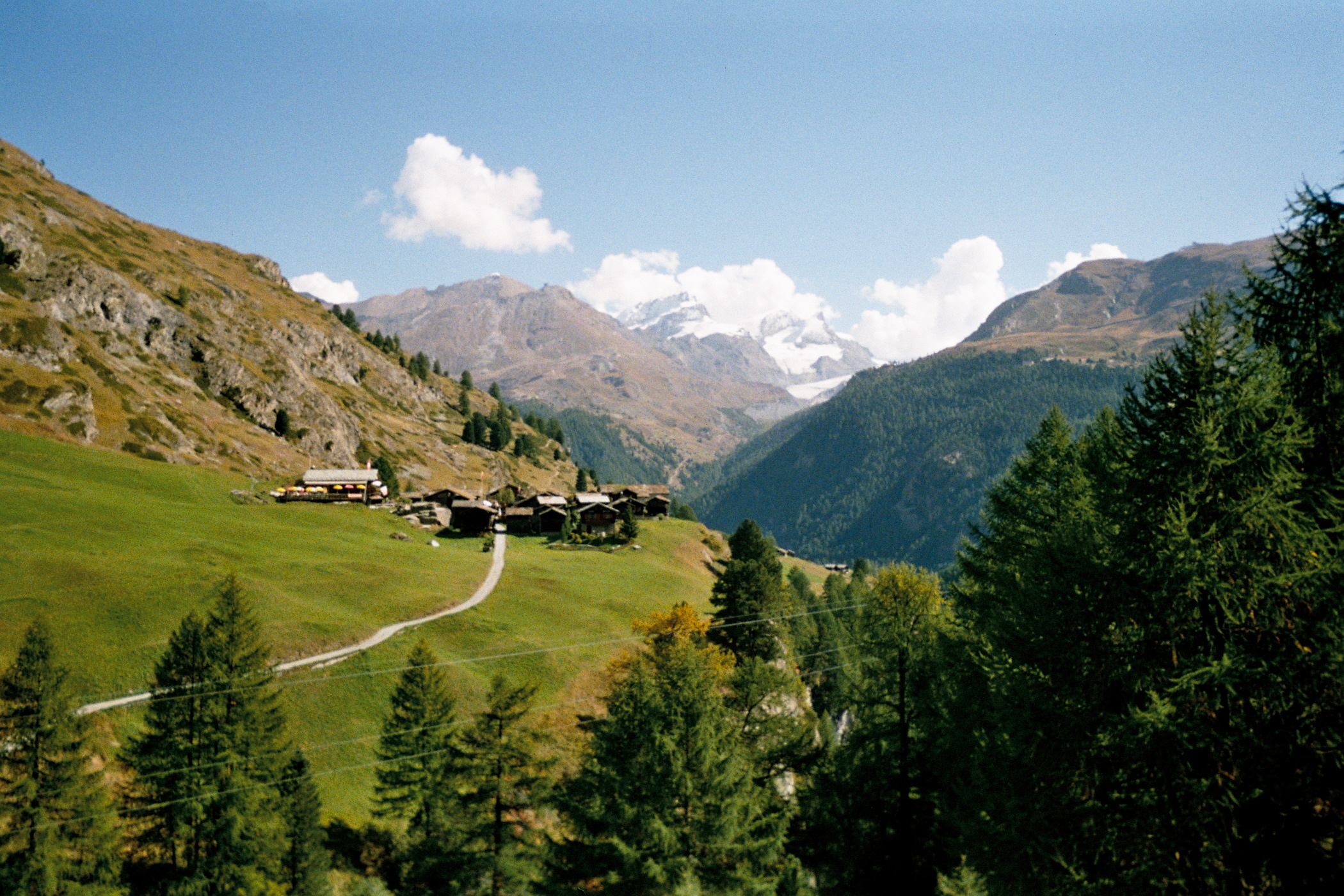
Zmutt